# Красноклювый ткач
Красноклю́вый ткач (лат. Quelea quelea) — птица из семейства ткачиковые.

## Описание
Красноклювый ткач длиной примерно 12,5 см и весом 29 г. У самца клюв красный. В период гнездования у него чёрное лицо, а также красные перья на груди и темени. Зимний наряд похож на оперение самки, бежевого цвета, с чёрными пестринами на лице. Короткий клюв серебристый или серый.

## Распространение
Ареал охватывает самую большую часть Африки к югу от Сахары, за исключением областей сельвы и части Южной Африки. Птицы прожорливы и часто налетают на посевы зерновых культур, представляя тем самым бедствие для крестьянских хозяйств. Люди массово борются с птицами.

## Образ жизни
Красноклювые ткачи живут и гнездятся в больших стаях. Они держатся чаще в степях и саваннах, не боятся людей. В поисках корма они преодолевают каждый день большие расстояния. Продолжительность жизни птиц составляет от 2 до 3 лет.

## Питание
Питание состоит из семян трав и злаковых культур. Как только всходит солнце, птицы собираются в большие стаи и вместе начинают искать подходящее кормовое место. К полудню они отдыхают на тенистых, близких к водоёму участках и проводят время, ухаживая за своим оперением. Только к вечеру они отправляются на поиски корма во второй раз.

## Размножение
Период гнездования начинается с сезона дождей, который различен и зависит от региона.
Токующие самцы ткут половинчатые, овальные гнёзда из травинок и соломинок.
Как только самка осмотрит конструкцию гнезда и спарится с самцом, оба партнёра заканчивают вместе строительство гнезда.
Самка откладывает в него от 2 до 4 яиц и высиживает их 12 дней.
После появления на свет птенцов, родители кормят их несколько дней гусеницами и богатыми протеином насекомыми.
По прошествии этого времени родители перестраивают свой рацион на семена. 
Самостоятельными молодые птицы становятся примерно через 2 недели.
Они достигают своей половой зрелости в первый год жизни.
Много самок погибает не достигнув половой зрелости, таким образом много самцов каждый год не могут найти себе партнёрш.
Красноклювый ткач — самая многочисленная дикая птица на Земле. 
Их насчитывается около 10 миллиардов особей.